# اوبرایشنباخ (بادن-وورتمبرگ)
اوبرایشنباخ (بادن-وورتمبرگ) (به آلمانی: Oberreichenbach) یک شهر در آلمان است که در Calw واقع شده‌است.